# Geomyza chuana
Geomyza chuana är en tvåvingeart som beskrevs av Yang 1997. Geomyza chuana ingår i släktet Geomyza och familjen gräsflugor.
Artens utbredningsområde är Sichuan (Kina). Inga underarter finns listade i Catalogue of Life.